# Guilmi
Guilmi est une commune de la province de Chieti dans les Abruzzes en Italie.

## Géographie
Guilmi se situe sur une grande colline, à une heure de Vasto ("grande" ville la plus proche).

## Histoire
D'après la légende, le village se trouvait d'abord sur les deux rives du Sinello en bas de la colline, appelé alors Tripalti, quand il fut ravagé par une invasion de termites. C'est alors que les habitants fondèrent le nouveau village en haut de la colline où se trouvait un grand arbre. Le nom du village dériverait du nom que les villageois donnaient à celui-ci.

## Économie
Guilmi a longtemps vécu presque entièrement de l'agriculture et de l'élevage. En effet, durant le début du XXe siècle et avant, les habitants vivaient grâce à leurs champs. Puis, à la fin de la Seconde Guerre mondiale, une forte émigration vers des pays étrangers ou de plus grandes villes eut lieu, les habitants restants vivant encore pour quelque temps avec l'agriculture. Aujourd'hui, la plupart des Guilmesi vivent grâce aux entreprises environnantes, bien que l'agriculture tienne encore une place non négligeable. 
La saucisse appelée ventricina (viande de porc) fait la renommée du village.

## Culture

### Fêtes, foires
La Saint-Nicolas est l'une des fêtes les plus importantes du village, durant laquelle la statue de saint Nicolas est transportée dans le village en cortège. 
Pâques et Noël sont aussi fêtés tous les ans, réunissant la plupart du village.

## Administration
| Période                                  | Période  | Identité        | Étiquette | Qualité |
| ---------------------------------------- | -------- | --------------- | --------- | ------- |
| 3 avril 2005                             | En cours | Mauro Lizzi     |           |         |
|                                          |          | Carlo Racciatti |           |         |
| Les données manquantes sont à compléter. |          |                 |           |         |

### Communes limitrophes
Atessa, Carpineto Sinello, Montazzoli, Roccaspinalveti